# St. Thomas (Nevada)
St. Thomas é uma cidade fantasma no condado de Clark no estado de Nevada, nos Estados Unidos. Fica próximo da  área onde o Rio Muddy desagua no Rio Colorado. St Thomas foi adquirida pelo Governo dos Estados Unidos na década de 1930 por causa da construção da Represa Hoover e foi submersa pelas águas do  Lago Mead, formado devido à construção da referida barragem/represa. Na atualidade fica dentro de uma área chamada Lake Mead National Recreation Area.

## História
A vila foi fundada por colonizadores mórmons liderados por Thomas Smith em 1865. No seu pico de crescimento, St.Thomas alcançou os 500 habitantes. A vila vivia das quintas e dos negócios comerciais. Os mórmons abandonaram St. Thomas em fevereiro de 1871, porque os estado do Nevada exigia o pagamento de impostos de anos anteriores e os mórmons recusaram pagá-los e escolheram mudar para o estado de Utah. Os mórmons partiram para o Utah, onde fundaram novas cidades em Long Valley, como   Glendale, Orderville e Mount Carmel (Utah).
Quando os mórmons partiram, outras pessoas reclamara, as propriedades abandonadas. A construção da Barragem Hoover teve como consequência o aumento do caudal do Rio Colorado forçando o abandono da vila, tendo sido Hugh Lord o último habitante a abandonar a vila em 11 de junho de 1938.
As ruínas de St. Thomas ainda podem ser visíveis quando o nível das águas do Lago Mead diminuem, em períodos de seca. Esses vestígios são protegidos pelo  Serviço Nacional de Parques por ser considerado um local de interesse histórico. O cemitério foi deslocalizado para Overton, onde existe um centro interpretativo de St. Thomas, com um arqueólogo fazendo pesquisas sobre a história e o povoamento do Rio Muddy.